# シトカ
シトカ市郡（City and Borough of Sitka）は、アメリカ合衆国アラスカ州のアレキサンダー諸島バラノフ島西岸に位置する市郡（市であり郡である自治体）。

## 概要
シトカはロシア帝国領時代に設立された歴史の古い町である。人口規模はアラスカ第5位の自治体。市域は広大で、アメリカ合衆国で最大の行政面積を持っている。

### 名前の由来
シトカという地名は、先住民族のトリンギット族の言葉で「海のほとりの人々」という意味の「Shee At'iká」から来ている。また、シトカは時々シトカ・バイ・ザ・シー（Sitka-by-the-Sea）とも呼ばれる。

## 地理
アメリカ合衆国国勢調査局によると、この郡は総面積1万2461.8 km2 （4811.5 mi2）である。このうち7443.6 km2 （2874.0 mi2）が陸地で、5018.2 km2 （1937.6 mi2）が水地域である。総面積の40.27%が水地域となっている。
シトカは2000年に7440 km2（2874 mi2）の地域が編入したため、ジュノーに代わってアメリカ合衆国で最も広い都市になった。これはアメリカ最小の州ロードアイランド州の4倍の広さである。ジュノーは1970年に、都市と周辺の自治体が統合して7040 km2 (2717 mi2)もの市郡ができた。なお、合衆国本土で最大の都市はフロリダ州ジャクソンビルで、1960 km2 (758 mi2)である。
- シトカの例年の降水量は2200ミリメートルで、降雪量は990ミリメートルである。
- シトカの8月の平均気温は16.7度で、1月の平均気温は－1.1度である。

現在は休火山となっている成層火山のエッジカンベ山（標高980メートル）はクルゾフ島南部にあり、晴れた日には市中心部からも望むことができる。

### 隣接する郡・地域
- フーナン-アングーン国勢調査地域（北東）
- ピーターズバーグ国勢調査地域（南東）

### 国立保護区
- アラスカ海岸野生生物保護区（アラスカ湾地方の一部）
- シトカ国立歴史公園
- トンガス国有林（部分管轄）

### 人口
2000年国勢調査で、この郡は8835人、3278世帯、および2219家族が暮らしている。人口密度は1.2/km2 (3.1/mi2) で、0.5/km2 (1.3/mi2) の平均的な密度に3,650軒の住居が建っている。
この郡の人種的構成は白人68.50%、アフリカン・アメリカン0.32%、先住民18.57%、アジア系3.79%、太平洋諸島系0.35%、その他の人種0.94%、及び混血7.53%で、人口の3.28%がヒスパニックまたはラテン系である。
人口のうち1.87%がトリンギット語を自宅で話し、1.62%がタガログ語、1.05%がスペイン語、1.00%がイロカノ語を話すと答えている。
3278世帯のうち、36.2%は18歳未満の子供と暮らしており、53.0%は夫婦で生活している。10.3%は未婚の女性が世帯主であり、32.3%は家族以外の住人と同居している。24.5%は独身の居住者が住んでおり、5.4%は65歳以上で独居である。1世帯あたりの平均人数は2.61人であり、家庭の場合は3.15人である。
郡内の住民は27.2%が18歳未満の未成年、18歳以上24歳以下が9.4%、25歳以上44歳以下が30.9%、45歳以上64歳以下が24.1%、及び65歳以上が8.4%にわたっている。中央値年齢は35歳である。女性100人ごとに対して男性は104.0人いて、18歳以上の女性100人ごとに対して男性は104.8人いる。
この郡の世帯ごとの平均的な収入は51,901米ドルであり、家族ごとでは62,361米ドルである。男性の40,037米ドルに対して女性は30,319米ドルの平均的な収入がある。この郡の一人当たりの収入 (per capita income) は23,622米ドルである。人口の7.8%及び家族の4.2%は貧困線以下である。18歳未満人口の9.2%と65歳以上人口の7.2%は貧困線以下の生活を送っている。

## 歴史

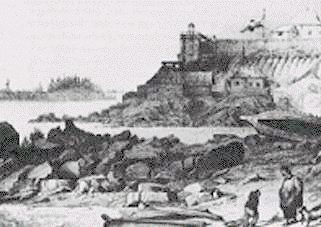
1827年頃のオールド・シトカ（ガヤー・ヘーン）の様子。

もともとこの地域には、先住民族のトリンギット族が定住していた。1799年に、ロシア領アメリカ総督アレクサンドル・バラノフが露米会社の支援を受けここに到着し、町を組織した。露米会社は当時のロシア皇帝パーヴェル1世の認可を受け設立され、ロシア植民地での統治や交易を行っていた。
しかし、1802年にトリンギット族の一派が交易拠点の聖ミハイル砦（現オールド・シトカ）を襲撃し、多数のロシア人移民を虐殺した。バラノフは生き残った移民を帰国させるため、近くに停泊していたイギリス船に1万ロシア・ルーブルを支払った。
その後、バラノフらは安全な入植地に避難したたが、1804年にロシア戦艦「ネバ」率いる艦隊に多くのロシア人とアレウト族を乗せシトカに来航した。艦隊はトリンギット族を砲撃し、周囲の森に立ち退くよう強制した（シトカの戦い）。戦いに勝ったロシア人は、常設の要塞を築いて定住するようになった。彼らはその要塞をノヴォ・アルハンゲリスク（ロシア語: Ново-Архангельск、ニュー・アークエンジェルとも。バラノフが生まれたアルハンゲリスク州の州都・アルハンゲリスクに因む）と名づけた。さらに1808年、シトカは公式にロシア領アメリカの首都となった。総督宅を「キャッスル・ヒル」という防護柵で取り囲み、その上の3つの望楼で監視をしていた。また、トリンギット族の襲撃に備えて32もの大砲を置いていた。

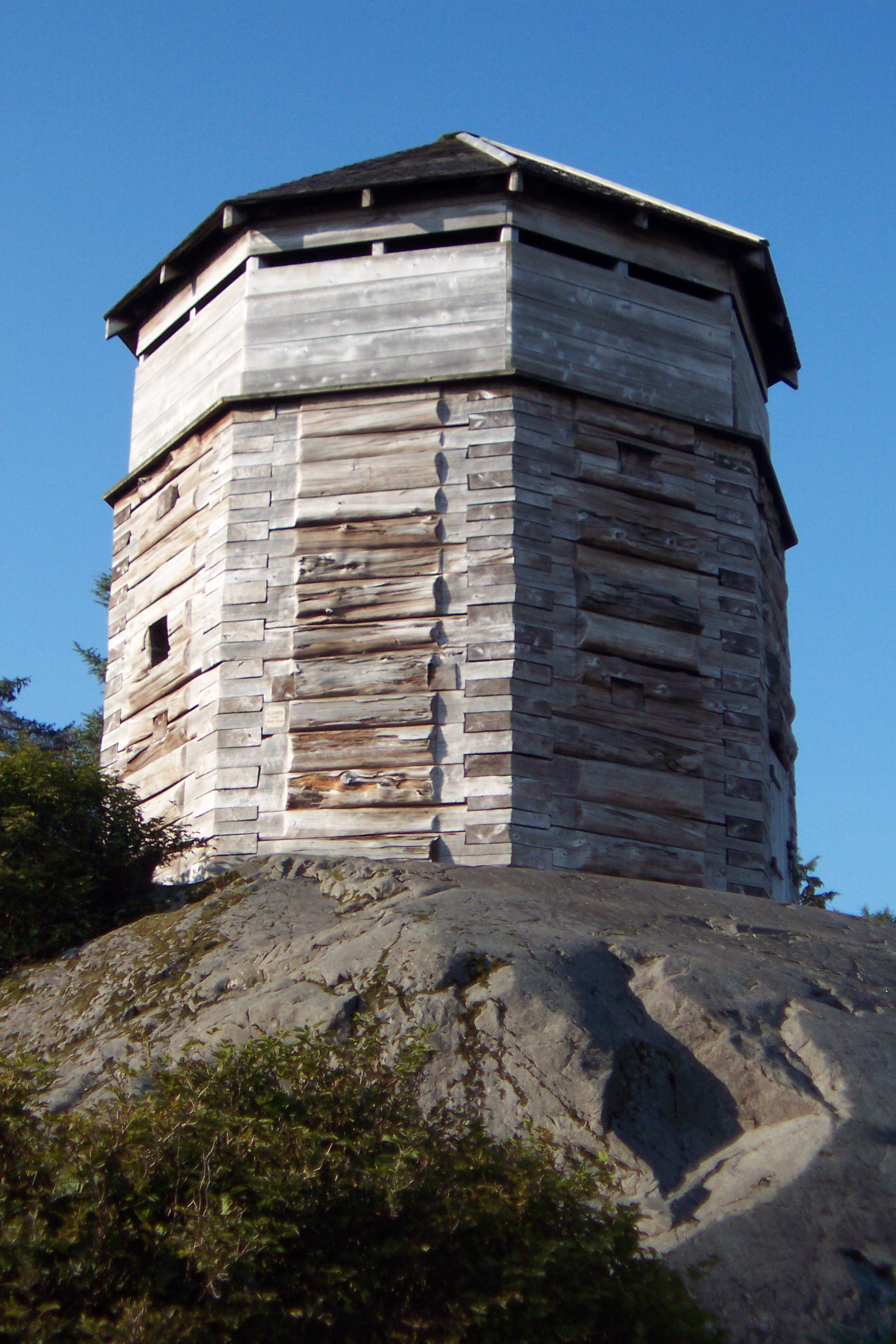
オールド・シトカを襲撃から守ったロシアン・ブロックハウス。
1962年に国立公園局により復元された。

1860年代から徐々にラッコの毛皮貿易がすたれ、1867年にアラスカ購入が成立すると、シトカではロシア国旗を降ろしアメリカ国旗を揚げる式典が行われた。（式典は毎年10月18日のアラスカの日に再演される）それからクロンダイク・ゴールドラッシュまでの間、シトカに駐在するアメリカ政府職員は1人の税関監査官のみだった。しかしその後も、1906年にジュノーへ政府が移転するまで、シトカはアラスカ準州の首都であり続け、準州初の新聞・シトカタイムズは、1868年9月19日にバーニー・O・レイガンが創刊した。
その後、町は金鉱業と魚の製缶業で初期発展を遂げた。しかし、第二次世界大戦が起こるとアメリカ海軍がヤポンスキー島に航空基地を建て、その3万人の作業員を含めてシトカが管轄するようになった。1963年9月24日にシトカ一帯が大シトカ市として統合され、1971年12月2日にはシトカ市郡の地方自治が承認された。
1959年、日本のアラスカパルプが進出して工場を建設。近隣のトンガス国有林の森林資源を利用して、日本にパルプ材、製材の輸出を始めた。地域の一帯の森林資源は数億立米と桁違いの量が存在したが、徐々に森林資源が減少したこと、環境保護の意識の高まりから伐採規制が強化され、1992年までにパルプ工場、製材工場が閉鎖された。

### 宗教の歴史

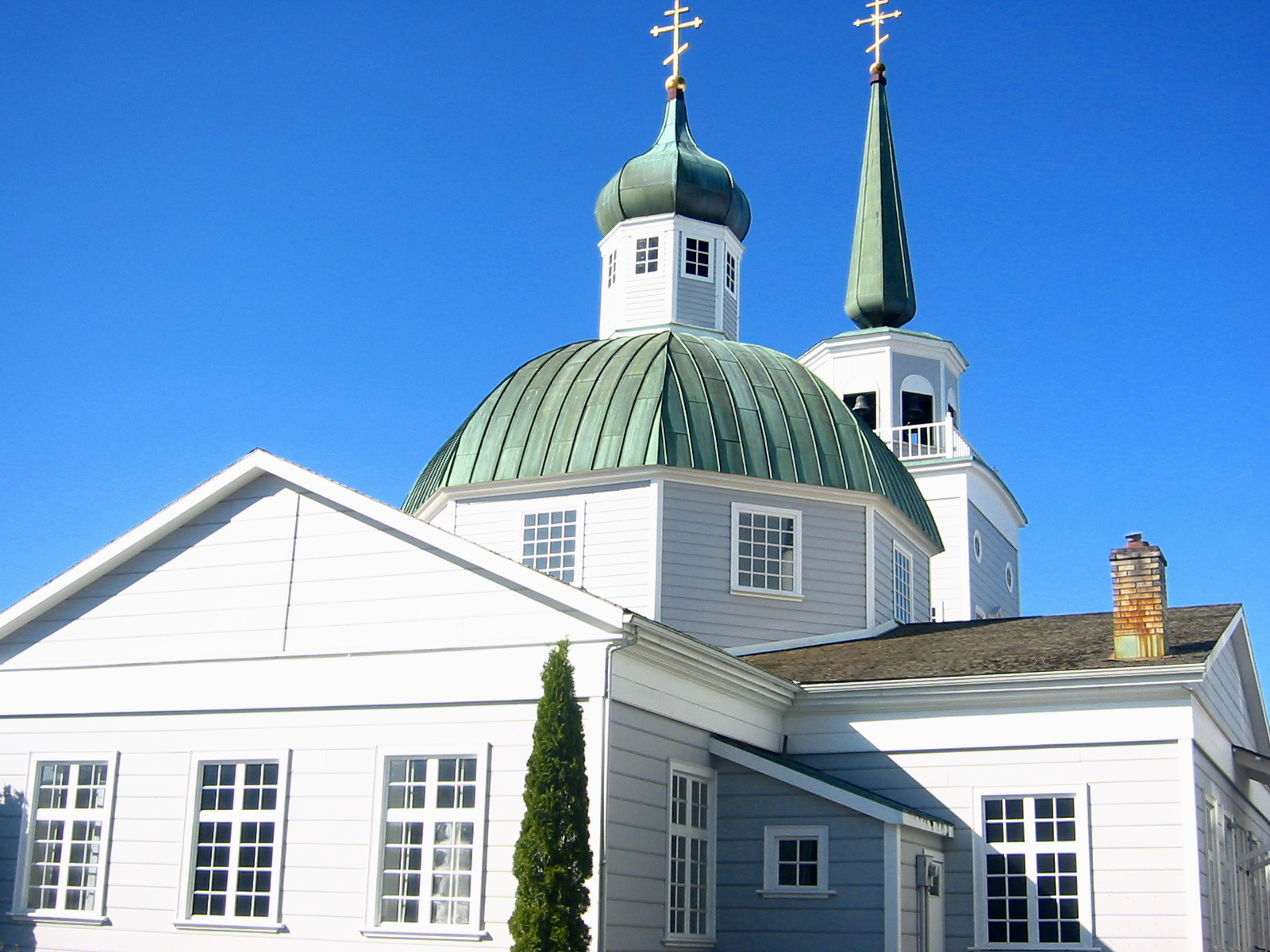
セント・ミカエル大聖堂（2005年）

町にあるセント・ミカエル大聖堂（聖ミハイル大聖堂）は、アリューシャン列島・カムチャツカ半島・千島列島などで活躍したロシア正教会の主教インノケンティ（のちモスクワ府主教）が1848年に建てたものである。1966年1月2日に一度火事で焼け落ちたが、その後本来の外観に修復された。しかし、時計盤だけ以前は黒いものだったが、修復後は白いものになった。
インノケンティ主教は、1840年からシトカで暮らし始めた。彼は教育に大変熱心で、家の一部を校舎として寄与するほどだった（それは現在、「ロシア僧正の家」としてアメリカ合衆国国立歴史公園に指定されている）。主教はロシア帝国と緊密な関係だったスウェーデンとフィンランドに協力を仰ぎ、1840年にシトカルーテル教会を建てた。それは、太平洋沿岸で最初のプロテスタント教会になった。その後、1867年アラスカ購入によってロシア帝国からアメリカ合衆国へ支配権が移ると、プロテスタントの影響が以前よりも強くなった。町にあったセント・ピーター・バイ・ザ・シー聖公会は、1900年にアラスカ大聖堂と改められた。
現在、シトカには22の建物と史跡がアメリカ合衆国国定史跡に指定されている。

## 教育

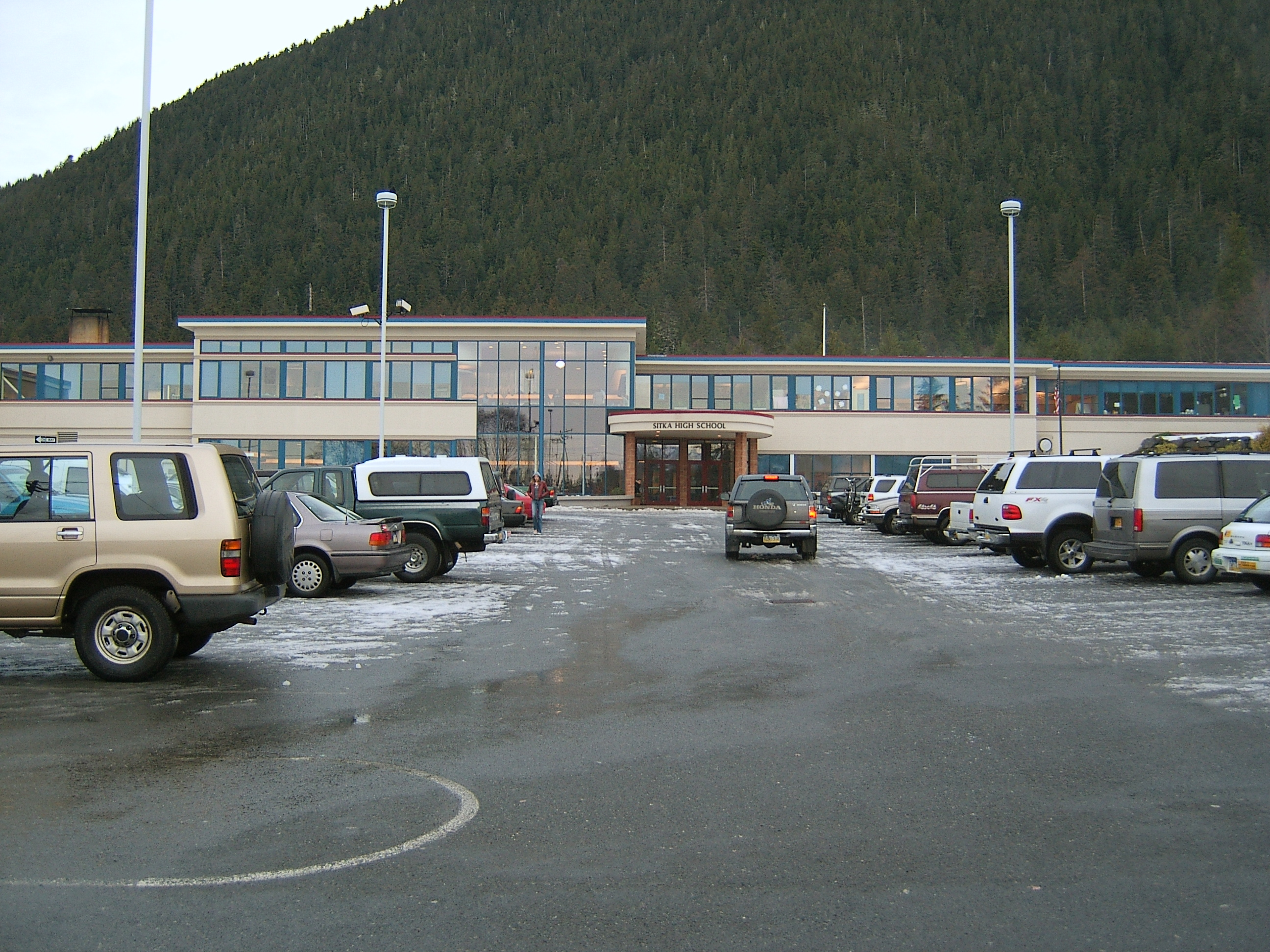
シトカ高校

### 大学
シトカには、現在大学が1校ある。そのアラスカ州立大学サウスウェスト校のシトカキャンパスは、シトカ近くのヤポンスキー島にあった第二次世界大戦時の古い格納庫を改装して校舎として利用している。また、シトカにあった私立のシェルダン・ジャクソン大学は小規模の長老派教会派の大学だったが、財政上の理由から2007年6月に経営を休止した。

### 学校
シトカ市は全域がシトカ学区に属しており、シトカ高校・パシフィック高校といった高等学校やシトカ唯一の中学校のブラッチリー中学校など、いくつかの学校がある。
アラスカ州立マウント・エッジカム高校は寄宿制の高等学校で、ヤポンスキー島にあるアラスカ州立大学に隣接する形で存在している。

### 図書館
シトカには、シェルダン・ジャクソン大学内にあるストラットン図書館と公立のケトルソン・メモリアル図書館の2つの図書館がある。

### その他
- アラスカ州警察アカデミー - シトカにあるアラスカ州警官のためのアカデミー。
- アイランド研究所 - 現代の社会・倫理的な話題をテーマにした、年に1度開かれるシンポジウムを支援している。

## 交通

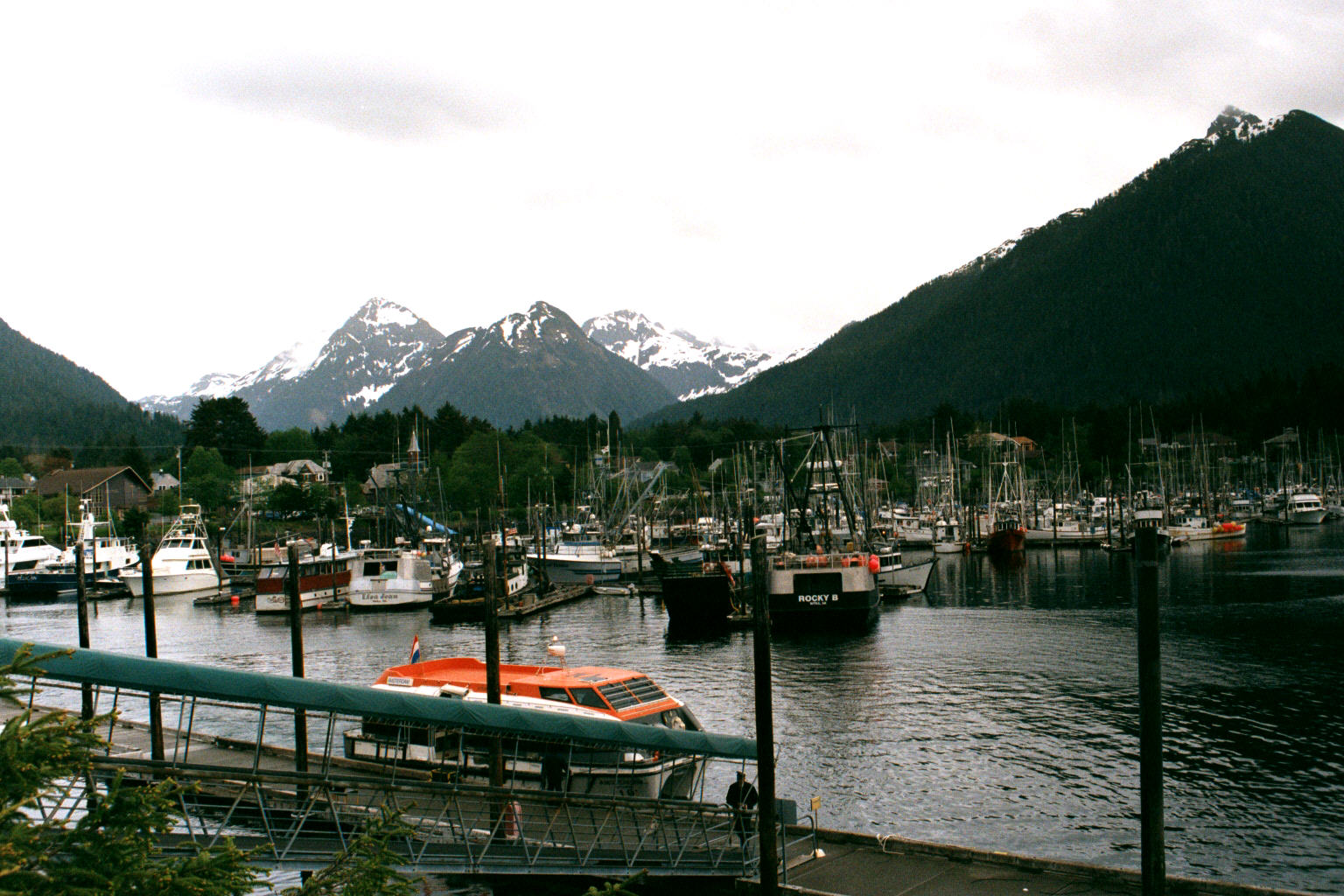
市内のクレセント港はインディアン川低地に位置し、背後にはザ・シスターズが聳えている。

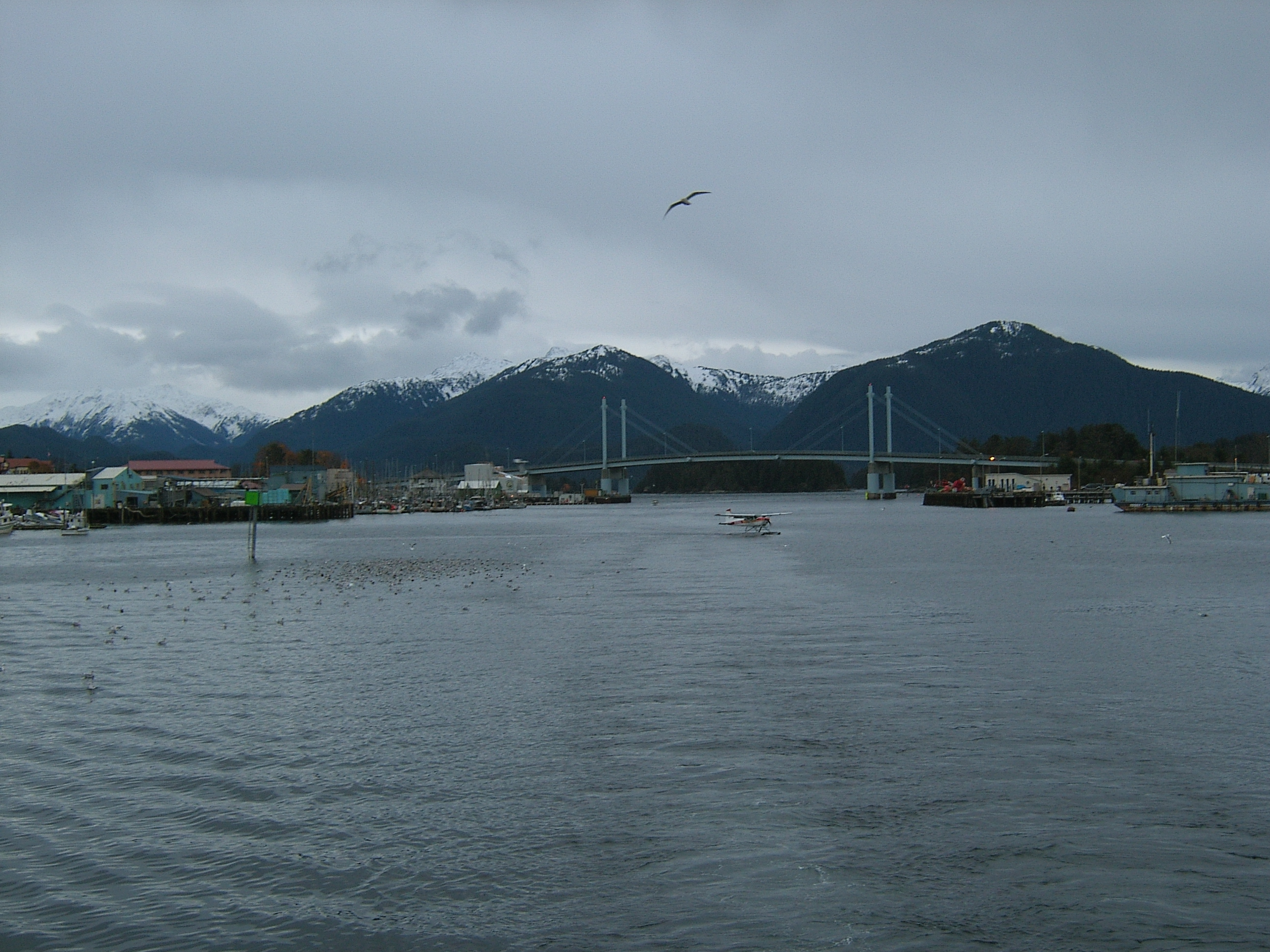
早朝のシトカ水道の様子。
右にジョン・オコンネル橋が見える。

シトカは全域が島で構成されているので、交通・輸送機関の整備は困難を極めた。アラスカ・パンハンドルの太平洋側に位置するため本土の幹線道路からは離れており、ペリル水道は潮汐の関係で最小限のフェリーと船しか通航できず、大型船は満ち潮の時のみ通航が許されている。

### 空港
航空機ではシトカ・ロッキー・グティエレス空港からアラスカ航空とハリス航空機サービスの2社が発着し、サービスを提供しているが、よく天候による欠航や遅れが発生する。空港はバラノフ島からジョン・オコンネル橋を渡ったヤポンスキー島にあるが、この橋は1972年に完成した西半球で初の斜張橋である。

### 港湾
フェリーではアラスカ・マリン・ハイウェイが就航していて、速力は低いものの就航率が高く費用も抑えられるため非常に信頼されている。州営のフェリーターミナルはダウンタウンから約11キロメートル北に位置する。その他にも、はしけ舟の貨客船で車などを本土へ運ぶアラスカ・マリン・ラインズなどがある。また、シトカに住む先住民に対しても、アラスカ州交通局は公共交通サービスを提供している。

## 観光
シトカには多数の見どころがある。
- アラスカの日
- アラスカ猛禽類センター
- バラノフ・キャッスル・ヒル
- イザベル・ミラー博物館

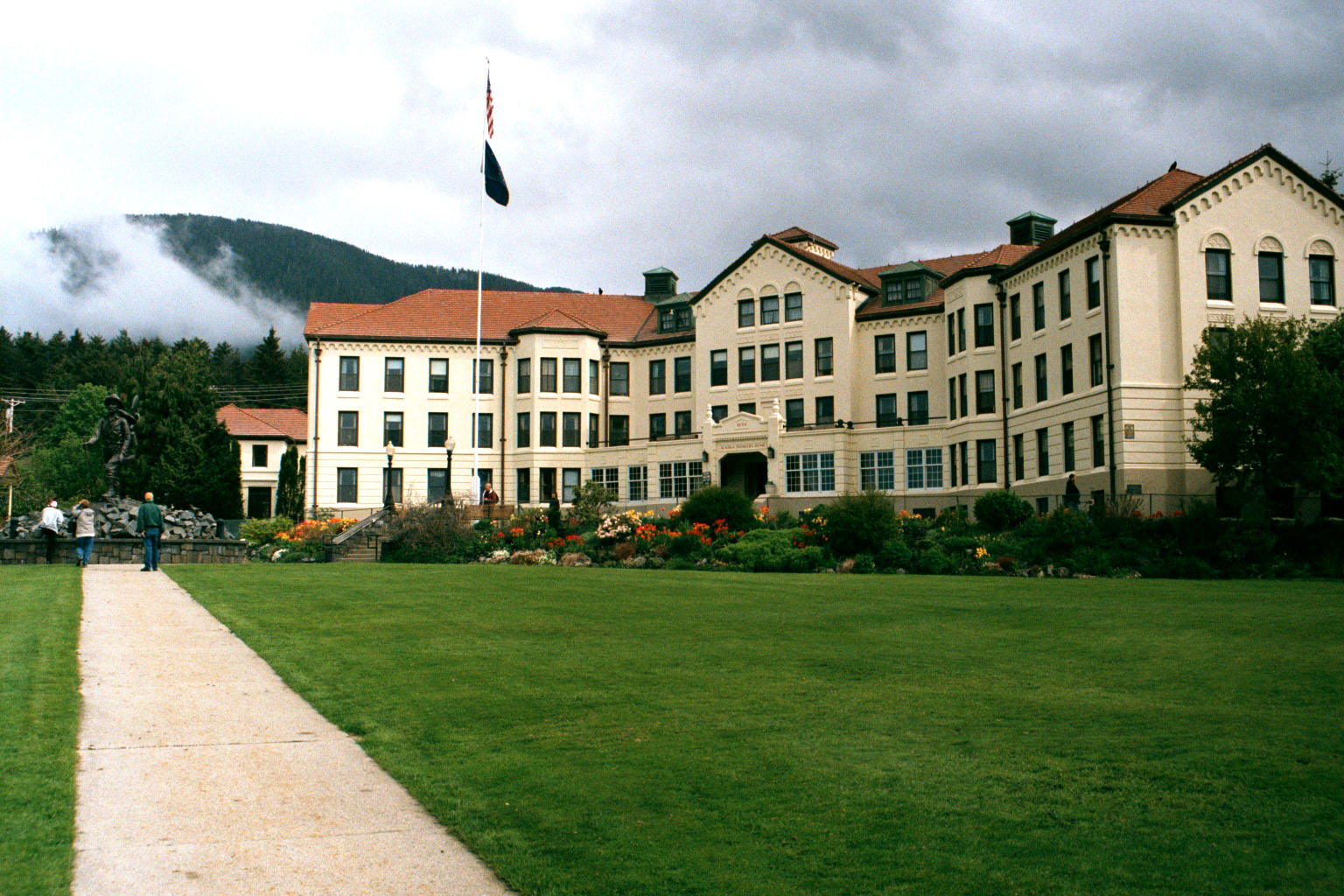
シトカ工兵宿泊所

- ナア・カヒディ・ダンサーズによるシトカ・カワーン・ナア・カヒディの公演
- ロシア僧正の家
- セント・ラザニア野生生物保護区
- セント・ミカエル大聖堂
- セント・ピーター・バイ・ザ・シー聖公会
- シェルダン・ジャクソン博物館
- シトカ美術キャンプ（サマーキャンプ）
- シトカ・ジャズ・フェスティバル
- シトカルーテル教会
- シトカ国立歴史公園
- シトカ工兵宿泊所
- シトカ・サマー音楽祭
- スワン湖
- トンガス国有林
- クジラ祭り

シトカ地方の動物・植物相は観光資源の1つとなっており、市はクルージングや日帰り旅行（ハイキング）などの大規模事業を展開している。水上機によるフライトセーリングも行っていて、空から多くの絶景を堪能することができる。

### 自然の見どころ
詳細はバラノフ島の主要な地形一覧を参照

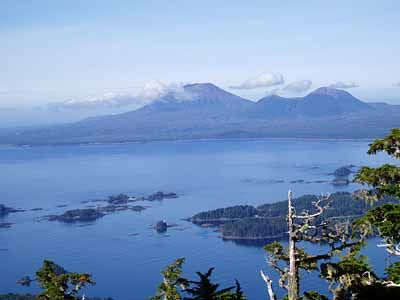
中央奥がエッジカム山。
（アメリカ合衆国農務省林野部撮影）

シトカはアレキサンダー諸島の中でも山がちな上太平洋に臨むため、豊富な自然を有する。
- バラノフ島東側の村、バラノフ・ワーム・スプリングスに至るバラノフ島横断遊歩道は、夏季は人気のハイキングコースとなる。しかし山岳地帯やクレバス・氷原などを通るため、熟練したバックパッカーかガイドに同伴してもらい、さらに天候を見極めて出発する必要がある。
- 休火山のエッジカム山は登山が人気の山で、山頂まで11キロメートルの登山コースも特徴的である。ガイドによる日帰り旅行も可能だが、登山などの知識はほとんど必要ない。また、その山容が富士山に似ていることから「シトカ富士」とも呼ばれる。
- 正式には無名で、非公式にはピーク5390（標高のフィート長に由来）と呼ばれている山は、バラノフ島の最高峰で最も登山が難しい山でもある。ほとんどの登山客は途中で下山するが、登頂の望む人は以前に登頂した人へ相談するとよい。[11]
- カヤックも人気の野外活動で、地元では日帰り体験も行っている。長距離の旅ではゴダード温泉、バラノフ・ワーム・スプリングス、ポート・アレキサンダー、ポート・アームストロングまたはポート・ワルターなどが主な目的地となる。また、チチャゴフ島の西側にあるホワイト・サルファー温泉は海洋カヤックの目的地となっている。
- シトカ市内には幾つかのトレイルがあり、その多くは一般の道路網から容易に接続できる。主な小道にはインディアン・リバー・トレイル、ビーバー・レイク・トレイル、モスキート・コーブ・トレイル、ハーバー・マウンテン/ギャヴィン・ヒル・トレイル、リダウト・レイク・トレイル、マウント・ヴァースタビア・トレイル、シェリコフ・トレイルなどがある。

## 対外関係

### 姉妹都市･提携都市
シトカは以下の都市と姉妹提携を行っている。
- 根室市（日本国 北海道 根室振興局）

## 関係者
- リチャード・ネルソン - 文化人類学者・作家・活動家。
- スティーブ・リーフェンストゥール - 有名なカヤック選手。
- ジョン・ストラリー - シェイマス賞やスポッテッド・オウル賞を受賞した作家。